# Agelanthus validus
Agelanthus validus är en tvåhjärtbladig växtart som beskrevs av R. M. Polhill & D. Wiens. Agelanthus validus ingår i släktet Agelanthus och familjen Loranthaceae. Inga underarter finns listade i Catalogue of Life.